# کرایا (آلمان)
کرایا (به آلمانی: Kraja) یک شهر در آلمان است که در تورینگن واقع شده‌است. کرایا ۳۲۳ نفر جمعیت دارد.